# Матвиенко, Павел Владимирович
Павел Владимирович Матвиенко (6 августа 1973, Днепропетровск) — украинский политик и предприниматель, председатель Партии национально-экономического развития Украины (с 03.2001), член ПНЭРУ (с 1995), с 2002 по 2006 год — Народный депутат Украины 4-го созыва.

## Жизнеописание

### Ранние годы
Родился Павел Владимирович Матвиенко 6 августа 1973 в Днепропетровске в семье финансиста, украинец.
Отец Павла Матвиенка в то время занимал должность управляющего Днепропетровской областной конторы Стройбанка СССР , мать Галина Матвиенко (1941 г.р.).
Окончил среднюю школу № 125 в городе Киеве, в который в 1979 году семья переехала на постоянное место жительства. Во время учёбы активно занимался спортом, уделяя большое внимание саморазвитию и самосовершенствованию. Вдохновившись примером отца, который в 1991 году г. был назначен Председателем Правления Национального банка Украины (НБУ), и после стал учредителем и председателем правления ПАО «Проминвестбанк», решил связать свою жизнь с экономической сферой.

### Образование
В 1995 году окончил факультет международных экономических отношений Киевского государственного экономического университета, ныне КНЭУ им. В. Гетьмана, по специальности экономист по знанию иностранного языка.
Параллельно с обучением в КГЭУ, в 1992—1994 годах проходил обучение с углубленным изучением профессиональных дисциплин в «Thames Valley University European and International Studies» в Великобритании (TVU London).
В 2004 году, на базе КНЭУ им. В. Гетьмана, защитил кандидатскую диссертацию по теме «Развитие денежно-кредитных отношений в трансформационной экономике Украины», получил научную степень кандидата экономических наук по специальности «Финансы, денежное обращение и кредиты».
В 2012 году получил квалификацию бакалавра по правоведению, окончив Частное высшее учебное заведение «Европейский университет» (Private Higher Education Establishment «European University»).
Свободно владеет украинским, английским и русским языками.

### Банковское дело
Свой карьерный путь начал в 1994 году в качестве экономиста в Международном департаменте ПАО «Проминвестбанк». В 1996 занимал должности главного экономиста и начальника отдела международной информации и установления корреспондентских отношений управления международных связей, методологии и статистики Международного департамента ПАО «Проминвестбанк».
В 1997 году был назначен заместителем Председателя Правления АКБ «Национальный кредит». С 1998 по 2002 год — Председатель Правления АКБ «Национальный кредит».
С 2006 по 2008 год, после завершения депутатских полномочий назначен Председателем наблюдательного Совета АКБ «Национальный кредит».

### Политическая деятельность
В июне 2000 года — кандидат в депутаты Украины, избирательный округ № 221, г. Киев, занял 3 место из 13 претендентов. Во время выборов: Председатель Правления АКБ «Национальный кредит».
В марте 1998 — кандидат в народные депутаты Украины от ПНЕРУ, № 49 в списке. Во время выборов: член ПНЕРУ, заместитель Председателя Правления АКБ «Национальный кредит» (г. Киев).
Член фракции «Единая Украина» (май-июнь 2002), член группы «Европейский выбор» (июнь 2002-ноябрь 2003), член фракции «Регионы Украины» (ноябрь 2003-февраль 2005), член фракции Партии промышленников и предпринимателей Украины (с апреля 2005 г.).
Народный депутат Украины 4-го созыва (2002—2006 год), избирательный округ № 66 Житомирской области от Партии национально-экономического развития Украины . Получил более 30 % голосов избирателей. Во время выборов: Председатель Правления АКБ «Национальный кредит», председатель Партии национально-экономического развития Украины (ПНЕРУ).
В марте 2006 года кандидат в народные депутаты Украины от ПНЕРУ № 1 в списке. На время выборов: народный депутат Украины, глава ПНЕРУ.
Член Комитета Верховной Рады Украины по вопросам финансов и банковской деятельности (июнь 2002 — май 2006) .
Главный консультант секретариата Комитета Верховной Рады Украины по Регламенту, депутатской этике и обеспечению деятельности Верховной Рады Украины (февраль 2011 — январь 2013).
С декабря 2008 по январь 2011 и с января 2013 по ноябрь 2014 исполнял обязанности помощника-консультанта народного депутата Украины. В течение 2002—2006 годов на помощь учреждениям и отдельным слоям населения было направлено около 5 млн гривен, построено более 20 социально значимых объектов инфраструктуры в округе.
В период депутатской деятельности в Коростенском избирательном округе № 66 Житомирской области активно способствовал развитию её инфраструктуры.
Павел Матвиенко православного вероисповедания. Активно участвует в благотворительности и представляет интересы Украины на международном уровне,
знакомя мировое сообщество с культурой и традициями родной земли, привлекая внимание к её истории и общественно-политическим событиям, которыми она живёт.

## Семья и личная жизнь
- Отец Владимир Матвиенко (1938 г.р.) — украинский политик, предприниматель, творец и благодетель . Герой Украины, профессор, Заслуженный деятель искусств Украины . Председатель НБУ (1991—1992), председатель Правления «Проминвестбанка» (до 2008). Автор поэтических сборников.
- Мать Галина Матвиенко (1941 г.р.) — Домохозяйка.
- Жена Наталья Матвиенко (1975 г.р.) — работник Проминвестбанка Украины.
- Дочь Галина (1997 г.р.)
- Сын Владимир (1998 г.р.)

В браке с 1996 года.

## Награды
- В 2003 году 26 декабря награждён Почетной грамотой Кабинета Министров Украины за весомый личный вклад в формирование системы эффективной и политически ответственной власти и осуществление социально-экономических реформ.

.

## Внешние ссылки
- Взгляд назад ради будущего // Голос Украины, 10.04.2021

- Среди людей и с людьми // Обрий ПИБ, Ноябрь 2002